# توردونیتسه
توردونیتسه (به لاتین: Tvrdonice) یک منطقهٔ مسکونی در جمهوری چک است که در شهرستان برژتسلاو واقع شده‌است. توردونیتسه ۲۱٫۱۵ کیلومتر مربع مساحت و ۲٬۱۳۳ نفر جمعیت دارد.